# Rigny-la-Salle
Rigny-la-Salle település Franciaországban, Meuse megyében. Lakosainak száma 370 fő (2022. január 1.). Rigny-la-Salle Choloy-Ménillot, Foug, Chalaines, Rigny-Saint-Martin, Saint-Germain-sur-Meuse, Ugny-sur-Meuse és Vaucouleurs községekkel határos.

## Népesség
A település népessége az elmúlt években az alábbi módon változott:
| Lakosok száma | 409  | 332  | 302  | 365  | 400  | 379  | 365  | 358  | 362  | 370  |
|               | 1968 | 1982 | 1990 | 2006 | 2013 | 2015 | 2017 | 2019 | 2020 | 2022 |